# پارک ملی شیرتوکو
پارک ملی شیرِتوکو (به ژاپنی: 知床国立公園، تلفظ: Shiretoko kokuritsu kōen) با مساحتی پیرامون ۳۸۷ کیلومتر مربع یکی از پارک‌های ملی ژاپن است که بیشتر مناطق شبه‌جزیره شیرتوکو واقع در نوک شمال شرقی جزیرهٔ هوکایدو را در بر می‌گیرد. واژهٔ «شیرِتوکو» برگرفته از واژهٔ آینویی «سیر اِتوک» به‌معنای «پایان زمین» است.
بیشتر این شبه‌جزیره که یکی از دورافتاده‌ترین مناطق در کل ژاپن به‌شمار می‌رود تنها با پای پیاده یا به‌وسیلهٔ قایق قابل دستیابی است. عمده شهرت پارک ملی شیرتوکو به‌خاطر وجود بزرگترین جمعیت خرس قهوه‌ای ژاپن در آن و و داشتن دید به جزیرهٔ مورد مناقشهٔ کوناشیری است که ژاپن مدعی مالکیت آن است. آبشار چشمه آب گرمی به‌نام آبشار کامویی‌واکا (به ژاپنی: カムイワッカの滝) که نامش در زبان آنویی به‌معنای «آب خدایان» است در این پارک جریان دارد.
جنگل‌های پارک ترکیبی از جنگل‌های معتدل و جنگل‌های دامنه‌ای هستند و مهم‌ترین گونه‌های درختی آن شامل شاه‌درخت ساخالین با نام علمی Abies sachalinensis، درخت غان ارمان با نام علمی Betula ermanii و بلوط مغولی با نام علمی Quercus mongolica است.فراتر از محدودهٔ جنگل نیز بیشه‌های نفوذناپذیر درختان کاج کوتوله سیبریایی (Pinus pumila) قرار دارد.
پارک ملی شیرتوکو که تاریخ تأسیسش به ۱ ژوئن ۱۹۶۴ بازمی‌گردد در سال ۲۰۰۵ در فهرست میراث جهانی یونسکو جای گرفت.